# Pseuderanthemum leptanthus
Pseuderanthemum leptanthus är en akantusväxtart som beskrevs av Gustav Lindau. Pseuderanthemum leptanthus ingår i släktet Pseuderanthemum och familjen akantusväxter. Inga underarter finns listade i Catalogue of Life.